# インドフェニン
インドフェニン（Indophenin、Indophenine）は、化学式がC24H14N2O2S2の青色の色素である。2分子のイサチンが2分子のチオフェンで繋がった構造を持つ。
イサチンに硫酸と未精製のベンゼンを混ぜると青色の染料ができることが観察される。これはベンゼンとの反応で青色のインドフェニンが形成すると長く考えられていたが、ヴィクトル・マイヤーはこの未精製のベンゼンからインドフェニンの形成反応の正体であるチオフェンを初めて単離した。